# 软妹
软妹或称软妹子，讹称软妹纸，用来形容二次元或三次元里的娇嫩柔弱女性。

## ACG世界中软妹的定义
来源于日本ACG作品中对女性的称呼，通常作为网络语言。常用于二次元人物或三次元等世界里的女性，如《轻音少女》的平泽唯、琴吹紬这般的娇嫩弱小女性。
主要特征
- 一般身高在160cm以下，打扮萌娇，多以可爱装束。
- 性格娇弱，温顺服贴，娇憨痴相，多为男性宠爱对象。
- 声音多为清脆的少女音，体态柔和，生畜无害的笑容和长相。
- 整个人呈现气质多为温柔体贴，让人感到如坐春风。

动漫人物代表
- 东仪白————《FORTUNE ARTERIAL》
- 杜山诗惠美————《青之驱魔师》
- 菲娜·法姆·阿修莱特————《夜明前的琉璃色》
- 芙蓉枫————《SHUFFLE!》
- 小泉花阳————《Love Live!》
- 白雪霙————《十字架与吸血鬼》
- 草摩杞纱————《水果篮子》
- 朝比奈实玖瑠————《凉宫春日的忧郁》
- 初春饰利————《科学超电磁炮》
- 春日步————《阿兹漫画大王》
- 蒂法尼亚————《零之使魔》

艺人代表
- 陈都灵